# 시바무라 나오야
시바무라 나오야(일본어: 柴村 直弥, 1982년 9월 11일 ~ )는 일본의 축구 선수이다.

## 구단 경력
과거 아비스파 후쿠오카, 도쿠시마 보르티스, 방포레 고후에서 활동하였다.